# Gerry Peyton
Gerald Joseph "Gerry" Peyton (født 20. maj 1956 i Birmingham, England) er en engelskfødt irsk tidligere fodboldspiller (målmand) og -træner.
Peyton tilbragte hele sin karriere i engelsk fodbold, hvor han spillede blandt andet ni år hos Fulham og fem år hos Bournemouth.
For det irske landshold spillede Peyton 33 kampe i perioden 1977-1992. Han var en del af den irske trup til både EM 1988 i Vesttyskland og VM 1990 i Italien.
Efter sit karrierestop har Peyton i en årrække fungeret som målmandstræner, blandt andet for Arsenal og Fulham.